# Burzynski Clinic
De Burzynski Clinic is een in 1976 opgerichte kliniek in de Amerikaanse staat Texas die een onbewezen kankerbehandeling aanbiedt. De kliniek is vooral bekend vanwege haar omstreden "antineoplastontherapie", een therapie op basis van chemische verbindingen die "antineoplastons" heten. Oprichter Stanislaw Burzynski ontwikkelde de therapie in de jaren zeventig.
De kliniek krijgt veel kritiek, onder meer vanwege de wijze waarop haar onbewezen antineoplastontherapie wordt gepromoot, de kosten voor kankerpatiënten die deelnemen aan "proeven" met antineoplastons, aanzienlijke problemen bij de uitvoering van deze proeven, en rechtszaken die zijn aangespannen naar aanleiding van de verkoop van de therapie zonder wettelijke toelating.
Volgens de wetenschappelijke consensus is de antineoplastontherapie onbewezen. Ze lijkt weinig belovend voor de behandeling van kanker. Klinische tests die in 1993 begonnen en werden ondersteund door het National Cancer Institute (Nationaal Kankerinstituut), zijn stopgezet omdat het onmogelijk was om patiënten te werven die voldeden aan de toelatingscriteria. Een onderzoek van de Mayo Clinic vond geen baten bij antineoplastonbehandeling. Sinds midden jaren negentig heeft Burzynski zestig klinische fase-2-tests en één fase-3-test geregistreerd, maar er zijn nooit resultaten gepubliceerd. Het Memorial Sloan-Kettering Cancer Center verklaarde: "Kortom: er is geen helder bewijs voor antikankereffecten van antineoplastons bij mensen."
Sinds 1998 mag Burzynski zijn antineoplastons slechts voorschrijven als onderdeel van een geregistreerde klinische test. De tests zijn door Burzynski's voormalige advocaat omschreven als een "lachertje" en een "kunstje". Alle tests zijn op een gedeeltelijke klinische stop geplaatst (er worden geen nieuwe patiënten toegestaan) naar aanleiding van FDA-inspecties, die, voor de derde keer op rij, aanzienlijke problemen aantroffen binnen zijn Institutional Review Board (interne beoordelingscommissie) en - volgens in november 2013 gepubliceerde artikelen - substantiële tekortkomingen betreffende de werkwijze van zowel de kliniek als hoofdonderzoeker Stanislaw Burzynski.
Sinds 2011 biedt de kliniek ook een "gepersonaliseerde gen-gerichte kankertherapie" aan. Burzynski beweert dat hij dit onderzoeksterrein heeft uitgevonden. Zijn gebruik van chemokuren is gekarakteriseerd als "willekeurig" en zijn gebruik van niet-goedgekeurde combinaties "zonder bekende baten maar met duidelijke schade" heeft geleid tot een zaak van de Texas Medical Board (medische raad van de staat Texas) tegen Burzynski. Burzynski werd vrijgesproken omdat hij de recepten niet persoonlijk had voorgeschreven.
In juni 2012 zijn antineoplastonproeven stilgelegd na de dood van een minderjarig patiënt. In januari en februari 2013 inspecteerde de FDA Burzynski en zijn interne beoordelingscommissie in Houston. In december 2013 publiceerde de FDA zijn conclusies in waarschuwingsbrieven aan Burzynsky, waarin sprake was van "zorgen omtrent de veiligheid van deelnemers en de betrouwbaarheid van gegevens, alsmede zorgen over de toereikendheid van waarborgen ter bescherming van patiënten [...]".

## Stanislaw Burzynski
Stanislaw Rajmund Burzynski (Lublin, 23 januari 1943) is de oprichter, directeur en voorzitter van het omstreden Burzynski Research Institute Inc. (OTC Markets: BZYR), gevestigd in Houston en Stafford.
Burzynski studeerde op zijn 24e af aan de Medische Universiteit van Lublin; hij had toen veertien artikelen gepubliceerd. Het jaar daarop behaalde hij een doctorsgraad in de biochemie.
Burzynski immigreerde in 1970 naar de Verenigde Staten en werkte tot 1977 bij het Baylor College of Medicine. Daarna richtte hij het Burzynski Research Laboratory (Burzynski Onderzoekslaboratorium) op, waar hij met zijn antineoplastontherapie aanvankelijk 21 patiënten behandelde. Toen hij deze "experimentele" behandeling verbreedde, werd hij onmiddellijk blootgesteld aan "beschuldigingen van onethisch handelen en de verdenking dat hij een verkoper van valse hoop was geworden".
Nadat hij zichzelf hiermee uit de reguliere geneeskunde had verbannen, trachtte Burzynski zijn behandelaanbod te promoten en zocht hij "agressief naar... terminaal zieke kankerpatiënten", hetgeen verscheidene malen leidde tot controversen in de media.
Burzynski richtte in 1984 het Burzynski Research Institute (Burzynski Onderzoeksinstituut) op. Hij heeft verschillende onderzoekspublicaties over antineoplastons geschreven en beschikt over Amerikaanse patenten op de behandelingen.
In 2013 ontving Burzynski de Pigasus Award van de James Randi Educational Foundation, die elk jaar op 1 april wordt uitgereikt aan oplichters.

## Antineoplastontherapie
Antineoplaston is een door Burzynski bedachte term voor een groep peptiden, peptidederivaten en mengsels die hij gebruikt als een alternatieve kankerbehandeling Het woord is afgeleid van neoplasie.
Antineoplastontherapie wordt in de Verenigde Staten sinds 1984 toegepast, maar is niet goedgekeurd voor algemene toepassing vanwege het gebrek aan klinisch bewijs voor de werkzaamheid. De middelen zijn niet erkend als geneesmiddel, maar worden verkocht en toegepast als onderdeel van klinische proeven in de Burzynski Clinic en het Burzynski Research Institute. Hoewel Burzynski en zijn collega's beweren succes te hebben met antineoplasoncombinaties voor de behandeling van verschillende ziekten, is er geen bewijs van klinische werkzaamheid van deze methoden. Oncologen hebben Burzynski's studies omschreven als gebrekkig en één arts stelde dat ze "wetenschappelijke onzin" zijn.
Er is geen overtuigend bewijs uit een gerandomiseerd onderzoek met controlegroep waaruit blijkt dat antineoplastons bruikbaar zijn voor de behandeling van kanker. De Amerikaanse Food and Drug Administration (FDA) heeft antineoplastons niet goedgekeurd voor de behandeling van enige ziekte. De American Cancer Society, de Amerikaanse kankervereniging, heeft geen bewijs gevonden dat antineoplastons een gunstig effect hebben tegen kanker en adviseert mensen om geen geld te besteden aan antineoplastonbehandelingen. Een medisch overzichtsartikel uit 2004 beschrijft de behandeling als een "weerlegde therapie".
Burzynski stelt dat hij het gebruik van antineoplastons ging onderzoeken nadat hij volgens hem significante verschillen in peptiden had waargenomen tussen het bloed van kankerpatiënten en dat van een controlegroep. In eerste instantie vond Burzynski antineoplastons in menselijk bloed. Aangezien vergelijkbare peptiden waren geïsoleerd uit urine werden de eerste hoeveelheden van Burzynski's middel geïsoleerd uit urine. Sinds 1980 produceert hij zijn middelen synthetisch.
De eerste actieve peptidefractie die werd onderscheiden werd antineoplaston A-10 genoemd (3-phenylacetylamino-2,6-piperidinedione). Uit A-10 werd AS2-1 afgeleid, een 4:1-mengsels van phenylazijnzuur en phenylacetylglutamine. De website van de Burzynski-kliniek stelt dat phenylacetylglutamine het werkzame ingrediënt van antineoplaston A10-1 is.
In november 2013 publiceerde de FDA aantekeningen van een inspectie van Stanislaw Burzynski als onderzoekersleider tussen januari en maart van 2013. De conclusies luidden onder meer "[falen] te voldoen aan protocolvereisten met betrekking tot het primaire resultaat, therapeutische reactie [...] van 67 procent van de onderzoeksdeelnemers die zijn bekeken tijdens de inspectie", deelname van patiënten die niet voldeden aan de criteria voor deelname, het niet stoppen van de behandeling bij patiënten met een ernstige toxische reactie op antineoplastons, en het niet rapporteren van schadelijke bijwerkingen. Bovendien, zei de FDA tegen Burzynski, "U hebt niet de rechten, de veiligheid en het welzijn beschermd van deelnemers die aan u waren toevertrouwd. Achtenveertig (48) deelnemers kregen 102 opzettelijke overdoses tussen 1 januari 2005 en 22 februari 2013 [...] Er is geen documentatie waaruit blijkt dat u corrigerende acties hebt ondernomen gedurende deze periode om de veiligheid en het welzijn van deelnemers te garanderen." De FDA merkte ook op dat Burzynski patiënten gedegen voorlichting onthield door hen niet te informeren over extra kosten waarmee ze tijdens de behandeling geconfronteerd konden worden en dat hij zijn voorraden van het onderzochte middel niet kon verantwoorden. Ten slotte merkte de FDA op: "Uw [...] tumormetingen, in eerste instantie geregistreerd op werkbladen bij aanvang en gedurende het onderzoek [...] voor alle onderzoeksdeelnemers zijn vernietigd en waren niet beschikbaar voor FDA-inspectieonderzoek", wat betekent dat de FDA geen mogelijkheden had om tumorafmetingen bij aanvang en enig mogelijk effect van de antineoplastons te verifiëren.

### Publicaties
Burzynski heeft enkele onderzoeken gepubliceerd die de effectiviteit van antineoplastons zouden aantonen, hoewel referenten deze onderzoeken hebben bekritiseerd als zijnde "van een nogal onduidelijke opzet" en het National Cancer Institute rapporteert dat er geen enkel gerandomiseerd onderzoek met controlegroep dat de effectiviteit van antineoplastons aantoont, is gepubliceerd in een wetenschappelijk tijdschrift met collegiale toetsing. Onafhankelijke onderzoekers zijn er niet in geslaagd om de resultaten te reproduceren die Burzynski rapporteert. Het bewijs voor het gebruik van antineoplastonstherapie als behandeling tegen kanker is, na meer dan 35 jaar, nog steeds "niet overtuigend".

### Fase-II-onderzoeken
Een fase-II-onderzoek bij patiënten met anaplastisch astrocytoom of glioblastoma multiforme is uitgevoerd onder toezicht van het National Cancer Institute Door de selectiecriteria die Burzynski hanteerde, werden in een periode van twee jaar slechts negen patiënten geworven, van wie bij zes de resultaten zijn beoordeeld. Alle zes vertoonden ze bewijs van tumorgroei na een behandelduur van 16 tot 66 dagen, en vijf van de zes leden aan neurologische bijwerkingen veroorzaakt door de antineoplastons. Alle negen patiënten zijn overleden, acht als gevolg van tumorgroei. De onderzoeksauteurs concludeerden: "De werkzaamheid van antineoplastons A10 en AS2-1 blijft onzeker. We slaagden er niet in om werkzaamheid vast te stellen bij de zes beoordeelbare patiënten."
Sinds Burzynski gedwongen is om zijn behandeling uitsluitend toe te passen als onderdeel van een geregistreerd onderzoek, zijn zo'n zestig fase-II-onderzoeken geregistreerd bij ClinicalTrials.gov, een register van internationaal klinisch onderzoek. Van geen van deze onderzoeken zijn resultaten gepubliceerd.

### Fase-III-onderzoeken
In december van 2010 is een gepland fase-III-onderzoek geregistreerd maar er zijn vervolgens geen patiënten geworven.

### Werkzaamheid
De wetenschappelijke consensus onder kankerexperts, vertegenwoordigd in onder meer de American Cancer Society en Cancer Research UK is dat antineoplastontherapie onbewezen is, en dat het niet waarschijnlijk is dat de behandeling het beweerde resultaat kan waarmaken, vanwege het ontbreken van een geloofwaardig werkingsmechanisme en de slechte staat van onderzoek na meer dan 35 jaar. Hoewel antineoplastontherapie wordt aangeprezen als een niet-giftig alternatief voor chemotherapie, is het volgens de Amerikaanse chirurgisch oncoloog David Gorski een vorm van chemotherapie met significante bekende bijwerkingen.
De klinische werkzaamheid van antineoplastoncombinaties bij verschillende ziekten is onderwerp geweest van vele vergelijkbare onderzoeken van Burzynski en zijn medewerkers, maar ze hebben geen duidelijk bewijs van werkzaamheid opgeleverd. Er is in de wetenschappelijke literatuur geen overtuigen bewijs uit gerandomiseerd dubbelblind onderzoek dat antineoplasons een bruikbare behandeling bij kanker vormen en de Food and Drug Administration (FDA) van de Verenigde Staten heeft deze middelen niet goedgekeurd voor de behandeling van ziekten. De American Cancer Society (Amerikaanse Vereniging tegen Kanker) stelt zich sinds 1983 op het standpunt dat er geen bewijs is dat antineoplastons enig gunstig effect hebben bij kanker en adviseert mensen deze middelen niet te kopen, aangezien ze ernstige gevolgen kunnen hebben voor de gezondheid van patiënten die deze therapie gebruiken. A 2004 medical review described antioneoplaston treatment as a "disproven therapy."
In 1998 schakelde de wekelijkse nieuwsbrief The Cancer Letter drie prominente oncologen in om Burzynski's klinische proeven met antineoplastons onafhankelijk te beoordelen. Ze concludeerden dat de studies slecht ontworpen waren, niet te interpreteren en "zo gebrekkig dat niet vast te stellen is of het werkelijk werkt". En van hen kenschetste het onderzoek als "wetenschappelijke onzin". Bovendien vonden de oncologen significante en mogelijk levensbedreigende toxiciteit bij sommige patiënten die behandeld waren met antineoplastons.
Onafhankelijke wetenschappers zijn er niet in geslaagd de positieve resultaten van Burzynski's studies te reproduceren. het National Cancer Institute heeft opgemerkt dat afgezien van Burzynski en zijn medewerkers geen onderzoeker succesvol is geweest in het dupliceren van zijn resultaten. Het Britse kankeronderzoeksfonds Cancer Research UK stelt dat "beschikbaar wetenschappelijk bewijs niet de bewering ondersteunt dat antineoplastontherapie effectief is voor de behandeling of preventie van kanker".
Het verkopen van antineoplastontherapie als "gepersonaliseerde gen-gerichte therapie" is ook controversieel aangezien de behandeling niets te maken heeft met werkelijke gentherapie.

### Klinische proeven
Tot 1997 werden patiënten met antineoplastons simpelweg zonder extern toezicht behandeld in de kliniek. Na een overeenkomst met de FDA die Burzynski beperkte tot het uitsluitend toedienen van antineoplanstons aan patiënten in klinische proeven ontwierp Burzynski een klinische proef die al zijn patiënten van dat moment samenvoegde in één grote proef, zoals beschreven door zijn advocaat Richard Jaffe: "We besloten de FDA te bestoken met alles tegelijk. Al zijn patiënten van dat moment zouden worden ondergebracht in een enkele klinische proef die Burzynski "CAN-1" noemde. Als klinische proef was het een lachertje. Klinische proeven horen ontworpen te zijn om de veiligheid of de werkzaamheid te testen van een geneesmiddel tegen een ziekte. Het is bijna altijd het geval dat klinische proeven één ziekte behandelen.
Het CAN-1-protocol besloeg bijna tweehonderd patiënten en er werd minstens een dozijn verschillende soorten kanker behandeld. En aangezien alle patiënten al onder behandeling waren, was het niet mogelijk dat er betekenisvolle gegevens zouden komen uit de zogenaamde klinische proef. Het was een kunstgreep, een middel dat wij en de FDA creëerden om de patiënten legaal Burzynski's behandeling te geven. De FDA wilde dat alle patiënten van Burzynski deelnamen aan een Investigational New Drug-onderzoek (IND), dus dat is wat we deden.
Jaffe meldt verder dat om te verzekeren dat Burzynski nieuwe patiënten zou kunnen behandelen, 

[...] Burzynski persoonlijk 72 protocollen samenstelde voor de behandeling van elke soort kanker die in de kliniek was behandeld en alles wat Burzynski in de toekomst wilde behandelen. [...] We hoorden dat de FDA een werkgroep van vijftig mensen had samengesteld om alle protocollen die Burzynski indiende te beoordelen.
Van deze proeven is er slechts één voltooid en die is niet gepubliceerd.

## Wettelijke kwesties

### FDA-waarschuwingen
Burzynski's gebruik en promotie van antineoplastons als niet-goedgekeurde kankertherapie is beoordeeld als onwettig door de Amerikaanse FDA en de procureur-generaal van de staat Texas. Naar aanleiding daarvan zijn er beperkingen opgelegd aan de verkoop en promotie van de behandeling.
In 2009 stuurde de FDA een officiële waarschuwing naar het Burzynski Onderzoeksinstituut waarin stond dat uit een inspectie was gebleken dat de ethische toezichtscommissie van de Burzynski-kliniek "zich niet hield aan de relevante wettelijke eisen en FDA-reglementen die de bescherming van menselijke proefpersonen regelen". De FDA wees op een aantal specifieke bevindingen, waaronder dat de ethische commissie onderzoek had goedgekeurd zonder te verzekeren dat het risico voor patiënten werd geminimaliseerd, dat ze tekortschoot in het opstellen van vereiste procedures of vereiste documentatie niet had bewaard, en had verzuimd vereiste beoordelingen van onderzoeken voort te zetten. Het instituut kreeg vijftien dagen om toe te zeggen welke stappen het zou ondernemen om verdere overtredingen te voorkomen.
Een andere waarschuwing, uitgevaardigd in oktober 2012, stelt dat de Burzynski-kliniek adverteert met medicatie die nog onderzocht wordt als zijnde "veilig en effectief". Promotie van een nieuw medicijn in onderzoek is verboden onder FDA-reglement 21 CFR 312.7(a), dat stelt "Een sponsor of onderzoeker, of enig persoon die handelt namens een sponsor of onderzoeker, zal niet in een promotionele context beweren dat een nieuw medicijn in onderzoek veilig of effectief is voor de doelen waarvoor het wordt onderzocht, of op andere wijze het medicijn promoten. Deze bepaling is niet bedoeld om de volledige uitwisseling van wetenschappelijke informatie betreffende het medicijn te beperken, inclusief verspreiding van wetenschappelijke bevindingen in wetenschappelijke of lekenpublicaties. De bedoeling is promotionele beweringen te beperken over de veiligheid of effectiviteit van het medicijn voor een gebruik waarvoor het wordt onderzocht en commercialisering van het medicijn te voorkomen voordat het is goedgekeurd voor commerciële distributie." De websites, inclusief persberichten en video's, bevatten beweringen zoals de volgende, die antineoplastons promoten als veilig en/of effectief voor de doelen waarvoor ze worden onderzocht of promoten de medicijnen op andere wijze. [...] Aangezien antineoplastons nieuwe medicijnen in onderzoek zijn, zijn de indicaties, waarschuwingen, voorzorgsmaatregelen, bijwerkingen, en dosering en toepassing voor het product niet vastgesteld en onbekend op dit moment. Antineoplastons promoten als veilig en effectief voor de doelen waarvoor ze worden onderzocht, door voorstellingen van zaken als hierboven aangegeven, is een overtreding van 21 CFR 312.7(a).
De waarschuwing vordert het staken van promotionele activiteiten die de regels niet nakomen, inclusief het gebruik van getuigenissen van patiënten en promotionele interviews met Stanislaw Burzynski zelf.
Uit de publicatie in november 2013 van FDA-documenten met betrekking tot een inspectie in januari tot maart 2013 blijkt

U heeft zich niet gehouden aan protocollaire eisen met betrekking tot de primaire resultaten, therapeutisch effect, van studies (geredigeerd) voor 18 van de 27 (67 procent) f onderzoeksdeelnemers bekeken tijdens de inspectie.
U hebt er niet voor zorggedragen dat alle deelnemers wel voldeden aan de inclusie- en niet voldeden aan de exclusiecriteria van de onderzoeksprotocollen.
Protocol (geredigeerd) sectie 7.4.2.1 vereiste dat geregeld zou worden dat, voordat de patient deelneemt aan de studie, een arts in zijn omgeving mdische zorg zou leveren en de gegevens zou verzamelen en rapporteren die het protocol vereiste.
U hebt niet voldaan aan onderzoekseisen (geredigeerd) voor het beëindigen van de onderzoeksbehandeling.
Niet alle bijwerkingen die de onderzoeksdeelnemers ondervonden gedurende hun deelname aan de onderzoeken werden zoals vereist in de studieprotocollen gerapporteerd aan de sponsor.
U heeft niet de rechten, veiligheid en welzijn beschermd van deelnemers in uw zorg. Achtenveertig (48) deelnemers ervoeren 102 onderzochte overdoses tussen 1 januari 2005 en 22 februari 2013.
Gebrek aan het opstellen of onderhouden van adequate casusdossiers met betrekking tot observaties en gegevens van belang voor het onderzoek. Uw MRI-tumormetingen in eerste instantie genoteerd op werkbladen voorafgaand aan de behandeling en MRI-studies van alle onderzoeksdeelnemers tijdens behandeling zijn vernietigd en niet ter beschikking gesteld voor de FDA-inspectie. U heeft niet adequaat en accuraat alle meldingen genoteerd van bijwerkingen ondervonden door onderzoeksdeelnemers tijdens hun deelname aan studie (geredigeerd).
U heeft niet onmiddellijk alle onverwachte problemen met betrekking tot menselijke deelnemers en anderen gerapporteerd aan de Institutional Review Board (IRB).
Het document over geïnformeerde toestemming bevatte geen verklaring over enige bijkomende kosten voor deelnemers die zouden kunnen voortkomen uit deelname aan het onderzoek.
Geïnformeerde toestemming volgens wettelijke regels is niet verkregen van een deelnemer of de wettelijke vertegenwoordiger van een deelnemer, en de situatie voldeed niet aan de uitzonderingscriteria in 21 CFR 50.23 - 50.24.
Dossiers over het afvoeren van onderzochte geneesmiddelen zijn niet adequaat met betrekking tot de hoeveelheid en het gebruik door deelnemers.
— FDA Inspection Letter Original

In Burzynski's schriftelijke reactie op het FDA-onderzoek van 2013 stelt hij dat hij "voldeed aan alle criteria voor de evaluatie van respons en accurate inschattingen maakte van de tumorrespons." En dat zijn staf hard werkt om families te trainen voor de thuisbehandeling van patiënten, en dat soms onervarenheid kan resulteren in overdoses die volgens Burzynski de patiënt alleen slaperig maken.
In december 2013 stuurde de FDA twee waarschuwingsbrieven, één naar de Burzynski Institutional Review Board (interne beoordelingscommissie) en één naar Stanislaw Burzynski, de onderwerpen van het onderzoek in februari. De FDA concludeert dat Burzynski en de Institutional Review Board grotendeels waren tekortgeschoten in de reactie op de eerdere onderzoeksrapporten. De brief aan Burzynski verwees naar een overleden minderjarige patiënt, door USA Today geïdentificeerd als Josiah Cotto wiens overlijden de aanleiding lijkt voor het onderzoek.
"De patiëntgegevens die het Burzynski Research Institute aan de FDA overhandigde [...] waren niet aanwezig in de dossiers die u tijdens de inspectie beschikbaar stelde met betrekking tot [Josia Cotto]. Echter, tijdens de inspectie stelde u andere casusrapportageformulieren ter beschikking met betrekking tot deze patiënt, met dezelfde titels en dezelfde bezoekdatums, maar met informatie die verschilde van de informatie die het Burzynski Research Institute overhandigde aan de FDA."
Dit leidde tot het FDA-oordeel:
"Het niet onderhouden en bewaren van accurate casusdossiers roept zorgen op over de veiligheid van deelnemers en de betrouwbaarheid van gegevens, zowel als zorgen over de toereikendheid van beschermingsmaatregelen op uw locatie om patiënten te beschermen die worden behandeld onder voorwaarden van bijzondere toelating."
De kliniek kreeg vijftien dagen de tijd om te reageren op de conclusies.
Op 23 maart 2014 rapporteerde USA Today dat de FDA besloten had om "een handvol" kankerpatiënten toe te staan om dokter Burzynski's behandeling te krijgen, op voorwaarde dat de patiënten de behandeling niet rechtstreeks van hem kregen.
David Gorski schreef in 2014 in een artikel dat de FDA en Texas Medical Board (de medische raad van de staat Texas) er vier decennia lang niet in geslaagd zijn om Burzynski's handel in onbewezen behandelingen te beëindigen. "Deze organisaties worden geacht het publiek te beschermen tegen behandelaars als Burzynski, maar vaak falen zij daarin, in dit geval spectaculair."
De Burzynski-kliniek maakt gebruik van zogenaamde 'compassionate use exemptions'. Dit houdt in dat mensen met een levensbedreigende ziekte die niet in aanmerking komen voor deelname aan een klinisch onderzoek naar een nog onbewezen middel, dat middel onder bepaalde voorwaarden toch mogen gebruiken. Volgens een onderzoeksrapport van STAT News uit augustus 2016 krijgt de kliniek steun van de politieke lobby van Burzynski's achterban, waaronder families van patiënten met een terminale diagnose. STAT citeert FDA-documenten: "Van 2011 tot 2016 schreven 37 congresleden aan de FDA over Burzynski. […] De meeste wetgevers vroegen het agentschap om 'compassionate use exemptions' voor hun kiezers, zodat zij zijn niet goedgekeurde middelen konden gebruiken, of om hem toestemming te geven voor klinische proeven." Volgens Burzynski waren "interventies door wetgevers behulpzaam."
Deze verzoeken om uitzonderingen aan de FDA zijn echter niet altijd succesvol. In één geval "zei Burzynski dat hij een wet van de staat Texas gebruikt om het agentschap te omzeilen en de behandeling te beginnen." Critici stellen dat "de belangenbehartiging door congresleden het risico met zich meebrengt dat doodzieke mensen en hun families valse hoop krijgen, en hem tegelijkertijd een mate van legitimiteit verlenen die hij volgens velen niet verdient."

### Texas Medical Board
De Texas Medical Board, die artsen in Texas erkent en reguleert, noemde het gebruik van chemotherapie door de kliniek "willekeurig". Het gebruik van niet goedgekeurde combinaties "zonder bekende voordelen maar met duidelijke schade" leidde ertoe dat de Texas Medical Board in december 2010 een zaak aanspande tegen Burzynski. Burzynski werd vrijgesproken omdat hij de recepten niet persoonlijk had voorgeschreven.

De Texas Medical Board diende in juli 2014 een klacht van 202 pagina's in tegen Burzynski bij de Texas State Office of Administrative Hearings. De klacht betrof beschuldigingen van de board waaronder het misleiden van patiënten waardoor zij buitensporige prijzen betaalden,:2 onbevoegde personen aan patiënten voorstellen als bevoegde artsen,:2,4–6,28–31,50–53 en het misleiden van patiënten waardoor zij zorg accepteerden van zorgverleners zonder voor kankerbehandeling relevante opleiding of training.:2 De Board gaf voorbeelden van problemen bij 29 patiënten bij wie niet goedgekeurde combinaties van zeer toxische chemotherapie waren voorgeschreven op een manier die verschillende patiënten schade heeft berokkend. In juli van 2015 trok Burzynski's advocaat Richard Jaffe zich wegens mogelijke belangenverstrengeling terug uit de zaak, aangezien Jaffe bezig was bij de rechtbank het faillissement van Burzynski aan te vragen. Met een vervangende advocaat vond de behandeling van de klacht plaats in november 2015.
In november 2015 spande de Texas Medical Board een rechtszaak aan tegen Burzynski in Houston, Texas. Burzynski werd beschuldigd van misleidende tactieken, onterechte facturering, het niet informeren van patiënten over het feit dat hij de eigenaar is van de apotheek waar zij hun medicatie moesten betrekken en het voorschrijven van medicatie voor niet-geregistreerd gebruik.
Burzynski's voormalige advocaat Richard Jaffe eist in een rechtszaak tegen Burzynski betaling van achterstallige honoraria ter waarde van meer dan 250.000 dollar. Bij monde van zijn huidige advocaat ontkent Burzynski de beschuldiging.
Op 3 maart 2017 disciplineerde de Texas Medical Board Burzysnki. Hij kreeg een proeftijd en een boete opgelegd. Hoewel hij werd bestraft voor meer dan 130 overtredingen mocht hij zijn medische bevoegdheid houden en blijven praktiseren. De staf van de Texas Medical Board had strengere straffen geadviseerd. De voorwaarden voor zijn proeftijd waren onder meer aanvullende medische training, het bekendmaken van zijn veroordeling aan patiënten, en toezicht op de dossiers van zijn patiënten.

### Rechtszaken
In 1994 veroordeelde een rechtbank Burzynski wegens verzekeringsfraude. Volgens het tijdschrift SMU Law Review was bewezen dat Burzynski een ziektekostenverzekeringsfonds had opgelicht door niet-goedgekeurde "behandelingen" met antineoplastons in rekening te brengen, in strijd met de voorwaarden van de verzekering.
Burzynski ging in beroep tegen de beperkingen op adverteren op basis van het eerste amendement van de grondwet van de Verenigde Staten, het recht op vrije meningsuiting. Het beroep werd verworpen omdat het ging om een commerciële uiting ter promotie van een illegale activiteit. In december 2010 diende het medisch tuchtcollege van Texas een klacht in meerdere delen in tegen Burzynski vanwege het niet voldoen aan medische standaarden. Deze aanklacht werd uiteindelijk teruggetrokken in november 2012 nadat de rechter Burzynski toestond zich niet verantwoordelijk te verklaren voor activiteiten van het personeel van de kliniek.
In januari 2012 klaagde Lola Quinian, een oudere patiënt met fase-IV-kanker, Burzynski aan voor het gebruik van valse en misleidende tactieken om haar "op te lichten voor 100.000 dollar." Ze klaagde ook zijn ondernemingen aan, de Burzynski- Clinic, het Burzynski Research Institute en de Southern Family-apotheek, bij de rechtbank van Harris County. Ze klaagde ze aan voor nalatigheid, misleiding, oplichting en samenzwering.

### Bedreiging van online critici
In november 2011 vroeg een schrijver en redacteur van de Britse krant The Observer hulp om 200.000 pond bij elkaar te krijgen voor de behandeling van zijn 4-jarige nicht, die was gediagnosticeerd met glioma, in de Burzynski-kliniek Verschillende bloggers berichtten over inmiddels overleden patiënten die vergelijkbare bedragen hadden besteed aan de behandeling, en stelden de deugdelijkheid van Burzynski's behandeling ter discussie. Marc Stephens, die zichzelf voorstelde als vertegenwoordiger van de Burzynski-klilniek, beschuldigde hen in e-mails van smaad en eiste dat berichtgeving over Burzynski verwijderd zou worden van hun sites. Een van de bloggers die dreigende e-mails ontving van Stephens was Rhys Morgan, een destijds 17-jarige scholier uit Cardiff in Wales die eerder de Miracle Mineral Supplement aan de kaak had gesteld. Een andere criticus was Andy Lewis, een scepticus en uitgever van de blog Quackometer. Cory Doctorow van Boing Boing schreef over de dreigementen van Stephens en verwees naar het Streisandeffect.
De dreigementen dat Stephens bloggers wettelijk wilde vervolgen, leverden negatieve publiciteit op. In reactie daarop kwam de Burzynski-kliniek op 29 november 2011 met een persbericht dat bevestigde dat de kliniek Stephens had ingehuurd "om te zorgen voor zoekmachineoptimalisatie en om te proberen een einde te maken aan de verspreiding van valse en onjuiste informatie betreffende dr. Burzynski en de kliniek". In het persbericht bood de kliniek excuses aan voor opmerkingen die Stephens tegen bloggers had gemaakt en voor het publiceren van persoonlijke informatie, namelijk een satellietbeeld van Morgans huis. Het persbericht verklaarde dat "Stephens niet langer een professionele relatie heeft met de Burzynski-kliniek".
Het verhaal, inclusief de bedreigingen jegens bloggers, werd beschreven in BMJ (voorheen het British Medical Journal). Het hoofd van de kliniek van het Britse Cancer Research UK sprak zijn zorgen uit over de aangeboden behandeling. Andy Lewis van Quackometer en wetenschapsjournalist Simon Singh, die eerder was aangeklaagd door de Britse vereniging van chiropractors, de British Chiropractic Association, zeiden dat de Britse lasterwetgeving het publieke debat over wetenschap en gezondheidszorg schaadt en daarmee de publieke gezondheid.

## Onderzoek van dagblad USA Today
Op 15 november 2013 beschuldigde het dagblad USA Today Burzynski van het jarenlang verkopen van "valse hoop aan families". De krant schreef: "Er zijn vele redenen waarom Burzynski erin is geslaagd zo lang in bedrijf te blijven. Hij profiteerde van staatswetten die de autoriteit van de medische raad van Texas om hem zijn vergunning te ontnemen beperken en ook het vermogen van doodzieke patiënten om een schadevergoeding te krijgen. Zijn toegewijde volgelingen zijn bereid voor hem te vechten. Ook maakt hij misbruik van de groeiende fascinatie van het publiek met alternatieve geneeswijzen en hun wantrouwen tegenover de gevestigde medische wereld." Verslaggever Szabo stelt dat de FDA geen manier heeft om Burzynski buiten bedrijf te stellen, omdat de medische raad van Texas niet in staat is zijn vergunning in te trekken en omdat zijn zoon Gregory Burzynski (die ook arts is) de kliniek kan overnemen als er iets gebeurt met zijn vader.
In een interview met het digitale platform Reporting on Health USA Today legde verslaggever Liz Szabo uit waarom ze graag dit artikel wilde schrijven. Ze zei:
Als onderdeel van mijn gewone verslaggeving e-mailde ik Burzynski met verzoek om commentaar op het boek, dat hem niet flatteerde. Ik verwachtte dat hij me zou negeren of een interview zou weigeren. In plaats daarvan ontving ik een antwoord van acht kantjes van zijn advocaten, met een waarschuwing betreffende de gevaren van schrijven over hun cliënt. Dat had ik nooit eerder meegemaakt. Nooit in mijn leven heb ik een juridische waarschuwing gekregen nog voor ik een woord geschreven had. Het was een alarmsignaal. Bovendien was het moeilijk te geloven dat zijn advocaat werkelijk binnen 24 uur zo'n brief zou kunnen opstellen. Het leek waarschijnlijker dat de advocaat de brief had klaarliggen en misschien de gewoonte had om juridische waarschuwingen te sturen naar journalisten. Dat zat me dwars. Altijd als iemand zo veel moeite doet om te voorkomen dat een verhaal wordt gepubliceerd, is dat een teken dat je het zeker moet schrijven.
Lis Szabo traceerde de ouders van een 6-jarig kind uit New Jersey, dat was overleden vlak voordat de FDA de kliniek stillegde vanwege een "ernstige bijwerking" in juni 2012. Het werd duidelijk dat de dood van het kind de aanleiding was om de kliniek stil te leggen, een feit dat de ouders niet bekend was. Dit nieuws was niet gepubliceerd totdat het op 29 mei 2013 verscheen in het jaarlijkse rapport van het Burzynski Research Institute aan de Securities and Exchange Commission, de Amerikaanse toezichthouder op effectenbeurzen. In hetzelfde interview stelde Szabo: "...het is onvergeeflijk om de controverse die al 36 jaar rond deze kerel heerst uit het verhaal weg te laten, terwijl die te vinden is door een paar minuten op het web te zoeken."
De bronnen van Szabo zeggen dat Burzynski vertrouwt op "anekdotes" om zijn verhaal te vertellen. Mensen die denken dat ze genezen zijn, zijn dat misschien niet. De mogelijkheid van misdiagnoses, behandeling met bestraling en chemotherapie voordat mensen zich laten behandelen in de kliniek en de moeite die het kost om hersentumoren te diagnosticeren, zijn allemaal genoemd als mogelijk verklaring. Burzynski heeft in interviews gereageerd op zijn critici door hen "concurrenten die ons willen wegconcurreren" te noemen, "hooligans", and "hired assassins". Szabo stelt:
Met betrekking tot kritiek van vroegere patiënten zegt Burzynski: "We zien patiënten uit verschillende geledingen van de samenleving. We zien geweldige mensen. We zien oplichters. We hebben prostituees. We hebben dieven. We hebben maffiabazen. We hebben geheim agenten. Veel mensen komen naar ons toe, oké? Het zijn niet allemaal de geweldigste mensen in de wereld. En velen van hen zouden graag geld van ons krijgen. Ze doen alsof ze ziek zijn geworden en ze willen ons geld afpersen."
De geschiedenis zal hem rechtvaardigen, zegt Burzynski, zoals zij andere vervolgde medische pioneers heeft gerechtvaardigd, bijvoorbeeld Louis Pasteur. In de toekomst, zegt Burzynski, zal iedereen zijn therapieën gebruiken en de huidige kankerbehandelingen, zoals chirurgie, chemotherapie en bestraling, zullen beschouwd worden als barbaars. "Er komt een tijd wanneer mensen het licht zullen zien", zegt hij, "en onze behandeling zal door iedereen gebruikt worden."

## Documentaires

### Burzynski. Cancer is Serious Business, film, 2010
De film Burzynski. Cancer is Serious Business uit 2010 is geschreven, geregisseerd, ingesproken, en geredigeerd door Eric Merola, artdirector van televisiereclames. Hij beschrijft Burzynski's gebruik van antineoplastons en zijn wettelijke conflicten met overheidsinstanties. The Village Voice stelde dat de film "elke basale regel van ethisch filmmaken overtreedt" en dat de producent van de film, door uitsluitend medestanders van Burzynski te interviewen, "ofwel ongewoon goedgelovig is, ofwel het verschil niet begrijpt tussen een documentaire en een advertentie". Het tijdschrift Variety" schreef dat de film de kwaliteiten heeft van een "paranoïde complottheorie en vergeleek hem met het roddelblad "National Enquirer". Volgens Variety zijn de diagrammen in de film "zo simplistisch dat het idioot wordt". De recensie concludeert dat "hoewel de film lijkt op infotainment Burzynski. Cancer is Serious Business uiteindelijk overtuigt. Voor het debut van Burzynski spotte Craig Malisow, correspondent van de Houston Press, met het gebrek aan objectiviteit van de film. Hij karakteriseerde de film als een "opgeblazen lofzang die eenzijdig feiten selecteert en elke kritiek negeert" en bekritiseerde het project omdat het alleen Burzynski's kant van het verhaal presenteerde.

### Burzynski – Cancer is Serious Business, deel 2, film, 2013
Een vervolg op "Cancer is Serious Business" werd uitgebracht in maart 2013. Op basis van een analyse van trailers en uitspraken van filmmaker Eric Merola in een videoblog stelde David Gorski, hoogleraar chirurgie aan de medische faculteit van Wayne State University en chirurgisch oncoloog bij het Barbara Ann Karmanos Cancer Institute, dat de nieuwe film gebaseerd zou zijn op "getuigenissen (of anekdotes) van succesverhalen", "'bekeringsverhalen' van oncologen die volgers van Burzynski zijn geworden", aanvallen op critici en sceptici van Burzynsky, pogingen tot rechtvaardiging van Burzynski's "enorme rekeningen voor zijn antineoplastontherapie en kritiek dat hij patiënten in klinische proeven laat betalen" om mee te doen aan proeven en "rehabilitatie" door een nog ongepubliceerde klinische proef van dr. Hideaki Tsuda, een anesthesioloog bij het academisch ziekenhuis van de Japanse Kurume Universiteit, die beweert dat antineoplanstons werkzaam zijn bij uitgezaaide dikkedarmkanker.
Een uitzending van Burzynski door het televisiestation CPT12 in Denver, dat eerder documentaires uitzond over "complottheorieën over de aanslagen op 11 september 2001 en de bewering dat belasting heffen ongrondwettig is", genereerde een handvol klachten bij de PBS-televisieombudsman. Deze klachten kwamen merendeels overeen met eerdere recensenten van de film, die klaagden dat de film een ernstig gebrek aan objectiviteit vertoont. Sommige stafleden van CPT werden bekritiseerd omdat ze regisseur Eric Merola geen kritische vragen stelden.

### BBC-documentaireCuring cancer or 'selling hope' to the vulnerable?, 2013
In juni 2013 onderzocht het BBC-televisieprogramma Burzynski in een documentaire getiteld Curing cancer or 'selling hope' to the vulnerable?, Kanker genezen of hoop verkopen aan de kwetsbaren. Panorama stelde dat "Burzynski een maas in de wet uitbuitte" door patiënten twintig jaar te behandelen met antineoplastons als onderdeel van een klinische proef zodat het medicijn niet erkend hoefde te worden. Volgens de Britse regionale krant Watford Observer wierp de moeder van Luna Petagine, een jong meisje met een hersentumor, twijfel op over Burzynski's "dure behandeling." De Britse regionale krant Reading Post schreef dat het "op maandag vertoonde onderzoek van Panorama de vraag stelde of de Burzynski Kliniek 'hoop verkocht' aan families" en twijfelde aan de statistieken die de Burzynski Kliniek had verschaft. De kliniek diende over de documentaire een klacht in bij de klachtencommissie Office of Communications (Ofcom), maar kreeg geen gelijk.